# Чернін (потік)
Чорнин (пол. Czernin) — гірський потік в Україні, у Сколівському районі Львівської області у Галичині. Лівий доплив Тисовинки, (басейн Дністра).

## Опис
Довжина потоку приблизно 4,24 км, найкоротша відстань між витоком і гирлом — 4,04 км, коефіцієнт звивистості потоку — 1,05. Формується багатьма гірськими струмками. Потік тече у межах Сколівських Бескидів (частина Українських Карпат).

## Розташування
Бере початок на північно-західній стороні від гори Ключ (927 м у лісі Гемщице (урочище Гемщице). Тече переважно на північний схід і у селі Побук впадає у потік Тисовинку, лівий доплив Тишівниці.